# Guigneville-sur-Essonne
Guigneville-sur-Essonne település Franciaországban, Essonne megyében. Lakosainak száma 876 fő (2022. január 1.). Guigneville-sur-Essonne La Ferté-Alais, D’Huison-Longueville, Vayres-sur-Essonne, Boutigny-sur-Essonne és Videlles községekkel határos.

## Népesség
A település népességének változása:
| Lakosok száma | 953  | 968  | 983  | 930  | 916  | 903  | 893  | 883  | 876  |
|               | 2013 | 2015 | 2016 | 2017 | 2018 | 2019 | 2020 | 2021 | 2022 |